# Jacek Mirczak
Jacek Mirczak (ur. 22 kwietnia 1968 w Blachowni) – polski artysta sztuk wizualnych, zajmujący się głównie malarstwem sięgający też w swoich działaniach po fotografię, grafikę i performance.
Ukończył Państwowe Liceum Sztuk Plastycznych w Częstochowie (obecna nazwa: Zespół Szkół Plastycznych im. Jacka Malczewskiego w Częstochowie). Następnie podjął studia  na Wydziale Sztuk Pięknych Uniwersytetu Mikołaja Kopernika w Toruniu, gdzie związał się z grupą artystyczną „TeArt” założoną i prowadzoną przez Kazimierza Rocheckiego z którą realizował happeningi, między innymi na otwarcie wystawy Tumult Toruński ’89: „Sztuka poza centrum”. W 1991 roku przerwał studia i przeniósł się do Warszawy. W latach 2005–2011 był członkiem International Society of Acrylic Painters (ISAP) oraz Royal Photographic Society (RPS). W latach 2015–2016 podejmował działania z grupą praskich artystów "Stan Rzeczywisty". Jest pomysłodawcą spotkań artystycznych "Projekt 3x1". Jego prace znajdują się w kolekcjach na terenie Polski, Austrii, USA i Australii.
Zaprojektował okładkę do pierwszej w pełni autorskiej płyty Piotra Rubika pt. "Rubikon". Obok sztuk wizualnych zajmuje się też poezją, debiutował krótkimi formami poetyckimi na łamach czasopisma literackiego Migotania. Jest autorem tomiku poezji "Zwykłe dni". Jego wiersze znalazły się w "Antologii poetów współczesnych" wyd. Astrum.

## Wystawy indywidualne
- 2016: „Gdy stoję z boku i słucham” – Galeria Milano[9] – Warszawa, Polska (malarstwo)
- 2015: „151022”  – M4 Gallery[10] – Warszawa, Polska (malarstwo i rysunek)
- 2015: NOC MUZEÓW[11] – Pracownia 23, Warszawa, Polska (malarstwo)
- 2014: Otwarta PRACOWNIA 23 STAN RZECZYWISTY – Warszawa, Polska (malarstwo)
- 2014: „MIEJSCA” – SH Studio[12] – Warszawa, Polska (malarstwo)

## Wystawy zbiorowe
- 2017: „To nie mój obraz” – Galeria Milano – Warszawa, Polska (malarstwo)
- 2016: Artyści Saskiej Kępy – PROM Kultury – Warszawa, Polska (malarstwo)
- 2015: „Płeć czysto prywatna” –  (DAP) OW ZPAP – Warszawa Polska (malarstwo)
- 2015: Garden Art Gallery 2015, Warszawa, Polska (malarstwo)
- 2015: Galeria W-Z –  Fundacja Cultus – Warszawa, Polska (malarstwo)
- 2014: Armory Week – New York, USA (malarstwo)
- 2014: #SeeMeTakeover – Times Square, New York, USA (malarstwo)
- 2014: III Festiwal Mappingu 3D – Tychy, Polska (animacja)
- 2014: Centrum Praskie Koneser – Warszawa, Polska (malarstwo)
- 2014: Taboo, Polish Art Foundation – Frater Gallery – Melbourne, Australia (malarstwo)
- 2014: Wystawa malarstwa – Zadra – Warszawa, Polska (malarstwo) - konkursowa
- 2014: „Stan rzeczywisty w Made in Wola” – Warszawa, Polska (malarstwo)
- 2006: Galeria Bezdomna – Algier (fotografia)
- 2005: Galeria Bezdomna – Arci Nuova Associazione – Vasto, Włochy  (fotografia)
- 1989: Tumult Toruński ’89 – Muzeum Okręgowe w Toruniu, Toruń, Polska (malarstwo)